# エイドリアン・ベイロン
エイドリアン・エリザ・ホートン（Adrienne Eliza Houghton、1983年10月24日 - ）は、アメリカ合衆国の女優。ニューヨーク出身。旧姓はベイロン（Bailon）。3LWとチーター・ガールズの一員として有名になった。身長152cm。
2016年11月11日、ミュージシャンのイスラエル・ホートンと結婚した。

## 出演作品
- チーター・ガールズ3 in インド The Cheetah Girls: One World (2008)
- 旅するジーンズと19歳の旅立ち The Sisterhood of the Traveling Pants 2 (2008)
- チーター・ガールズ2 The Cheetah Girls 2 (2006)
- バッファロー・ドリーム Buffalo Dreams (2005)
- コーチ・カーター Coach Carter (2005)
- チーター・ガールズ The Cheetah Girls (2003)